# Puchar Sześciu Narodów 2011
Puchar Sześciu Narodów 2011 (2011 Six Nations Championship, a także od nazwy sponsora turnieju Royal Bank of Scotland – 2011 RBS 6 Nations) – dwunasta edycja Pucharu Sześciu Narodów, corocznego turnieju w rugby union rozgrywanego pomiędzy sześcioma najlepszymi zespołami narodowymi półkuli północnej. Turniej odbywał się pomiędzy 4 lutego a 19 marca 2011. Pucharu broniła reprezentacja Francji.
Wliczając turnieje w poprzedniej formie, od czasów Home Nations Championship i Pucharu Pięciu Narodów, zawody te były 117. z kolei.
W turnieju brały udział reprezentacje narodowe Anglii, Francji, Irlandii, Szkocji, Walii i Włoch. Zawody wygrała Anglia, odnosząc cztery zwycięstwa. Na skutek porażki z Irlandią w swoim ostatnim meczu nie zdobyła Wielkiego Szlemu. Wydarzeniem turnieju było pierwsze w historii zwycięstwo drużyny włoskiej nad Francją.
Sędziowie zawodów zostali wyznaczeni na początku grudnia 2010 roku, a po raz pierwszy w historii mecz otwierający był rozgrywany w piątek (w poprzednich dwóch edycjach również rozgrywano mecze piątkowe, ale nigdy nie był to mecz otwarcia). Również po raz pierwszy od dekady, wszystkie zespoły miały tego samego trenera, co w roku ubiegłym. W tym sezonie po raz pierwszy drużyna Irlandii zagrała na nowym Aviva Stadium, który zastąpił dotychczasowy Lansdowne Road.
Zawodnikiem turnieju został Andrea Masi, który wyprzedził w głosowaniu Fabio Semenzato, Seana O’Briena i Toby’ego Flooda. Masi został pierwszym Włochem, który otrzymał tę nagrodę.
IRB opublikowała następnie podsumowanie statystyczno-analityczne tej edycji.

## Uczestnicy
| Zespół   | Stadion narodowy   | Miasto   | Trener          | Kapitan                  |
| -------- | ------------------ | -------- | --------------- | ------------------------ |
| Anglia   | Twickenham         | Londyn   | Martin Johnson  | Mike Tindall/Lewis Moody |
| Francja  | Stade de France    | Paryż    | Marc Lièvremont | Thierry Dusautoir        |
| Irlandia | Aviva Stadium      | Dublin   | Declan Kidney   | Brian O’Driscoll         |
| Włochy   | Stadio Flaminio    | Rzym     | Nick Mallett    | Sergio Parisse           |
| Szkocja  | Murrayfield        | Edynburg | Andy Robinson   | Alastair Kellock         |
| Walia    | Millennium Stadium | Cardiff  | Warren Gatland  | Matthew Rees             |

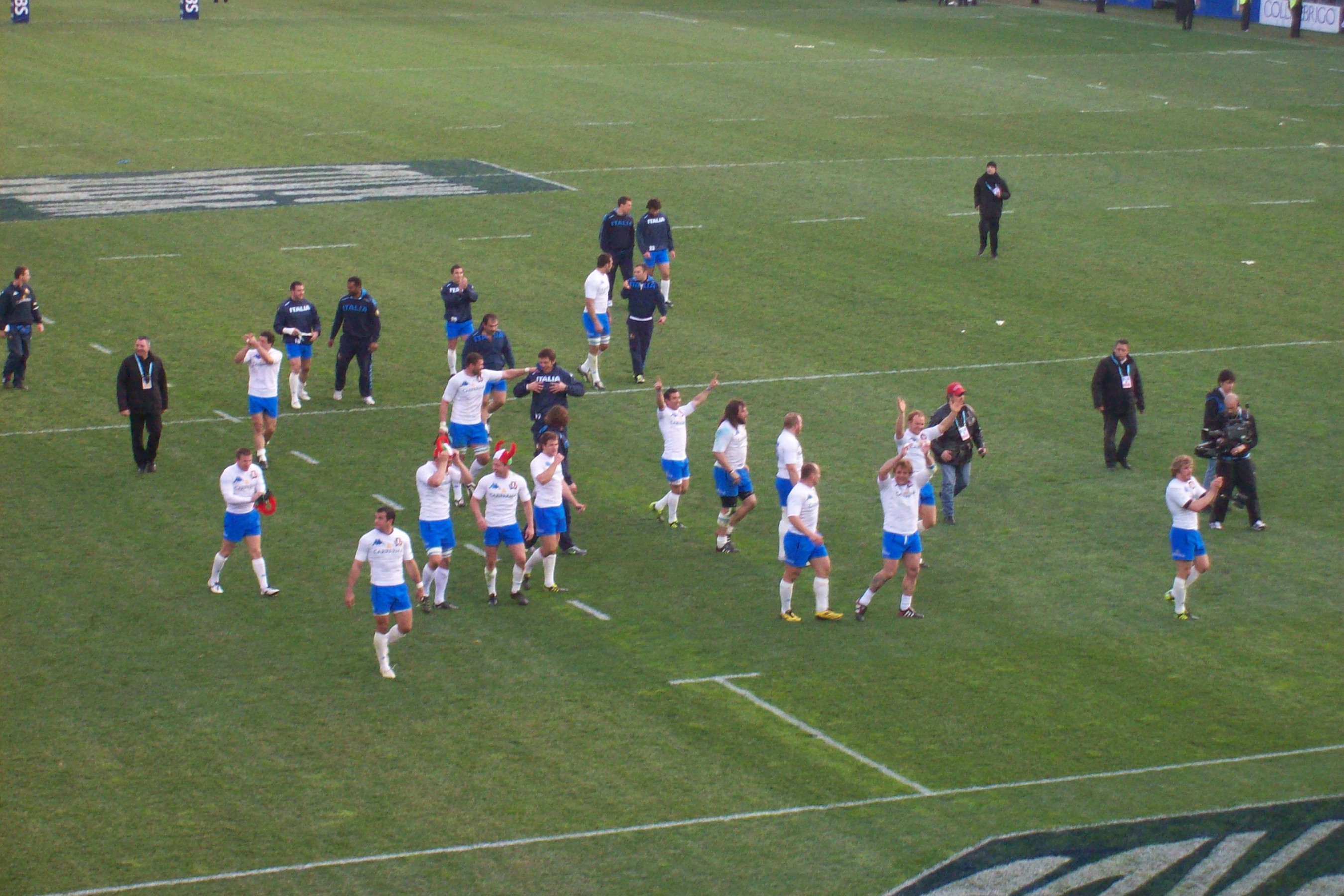
Zespół włoski cieszący się po sensacyjnym zwycięstwie nad Francją

Moody, będący dotychczasowym kapitanem zespołu angielskiego, został wyłączony z powodu kontuzji z udziału w dwóch pierwszych rundach. 20 lutego powrócił do składu swojego ligowego zespołu Bath, ale podczas treningu przed trzecim meczem z Francją odnowiła mu się kontuzja, wykluczając go z reszty mistrzostw. Na jego miejsce został wybrany Mike Tindall, który podczas czwartego meczu Anglików ze Szkotami doznał kontuzji kostki. W ostatnim meczu przeciwko Irlandii funkcję kapitana pełnił Nick Easter.

## Tabela
| Pozycja | Zespół   | Mecze     | Mecze   | Mecze  | Mecze     | Punkty  | Punkty   | Punkty  | Punkty      | Tabela punktowa |
| Pozycja | Zespół   | Rozegrane | Wygrane | Remisy | Przegrane | Zdobyte | Stracone | Różnica | Przyłożenia | Tabela punktowa |
| ------- | -------- | --------- | ------- | ------ | --------- | ------- | -------- | ------- | ----------- | --------------- |
| 1       | Anglia   | 5         | 4       | 0      | 1         | 132     | 81       | +51     | 13          | 8               |
| 2       | Francja  | 5         | 3       | 0      | 2         | 117     | 91       | +26     | 10          | 6               |
| 3       | Irlandia | 5         | 3       | 0      | 2         | 93      | 81       | +12     | 10          | 6               |
| 4       | Walia    | 5         | 3       | 0      | 2         | 95      | 89       | +6      | 6           | 6               |
| 5       | Szkocja  | 5         | 1       | 0      | 4         | 82      | 109      | -27     | 6           | 2               |
| 6       | Włochy   | 5         | 1       | 0      | 4         | 70      | 138      | -68     | 6           | 2               |

## Mecze

### Tydzień 1.
| 4 lutego 201119:45 | Walia                                        | 19:26(6:13) | Anglia                                             | Millennium Stadium, Cardiff Widzów: 74 276 Sędzia: Alain Rolland |
| 4 lutego 201119:45 | Hook 3 (K), Stoddart 5 (P), Jones 11 (pd 3K) | 19:26(6:13) | Ashton 10 (2P), Flood 13 (2pd 3K), Wilkinson 3 (K) | Millennium Stadium, Cardiff Widzów: 74 276 Sędzia: Alain Rolland |
| 4 lutego 201119:45 | Mitchell                                     | 19:26(6:13) | Deacon                                             | Millennium Stadium, Cardiff Widzów: 74 276 Sędzia: Alain Rolland |

| 5 lutego 201114:30 GMT | Włochy                              | 11:13(6:3) | Irlandia                                         | Stadio Flaminio, Rzym Widzów: 32 000 Sędzia: Romain Poite |
| 5 lutego 201114:30 GMT | McLean 5 (P), Mi. Bergamasco 6 (2K) | 11:13(6:3) | O’Driscoll 5 (P), Sexton 5 (pd K), O’Gara 3 (dg) | Stadio Flaminio, Rzym Widzów: 32 000 Sędzia: Romain Poite |
| 5 lutego 201114:30 GMT | Leamy                               | 11:13(6:3) |                                                  | Stadio Flaminio, Rzym Widzów: 32 000 Sędzia: Romain Poite |

| 5 lutego 201117:00 | Francja | 34:21(17:7) | Szkocja                                                 | Stade de France, Paryż Widzów: 81 337 Sędzia: Wayne Barnes |
| 5 lutego 201117:00 | Traille 5 (P), Medard 5 (P), Trinh-Duc 3 (dg), Parra 4 (2pd), Harinordoquy 5 (P), Yachvili 7 (2pd K), karne przyłożenie | 34:21(17:7) | Parks 6 (3pd), Kellock 5 (P), Brown 5 (P), Lamont 5 (P) | Stade de France, Paryż Widzów: 81 337 Sędzia: Wayne Barnes |

### Tydzień 2.
| 12 lutego 201114:30 | Anglia | 59:13(31:6) | Włochy                                 | Twickenham, Londyn Widzów: 80 810 Sędzia: Craig Joubert |
| 12 lutego 201114:30 | Ashton 20 (4P), Tindall 5 (P), Cueto 5 (P), Flood 13 (5pd K), Haskell 5 (P), Care 5 (P), Wilkinson 6 (3pd) | 59:13(31:6) | Mi. Bergamasco 8 (pd 2K), Ongaro 5 (P) | Twickenham, Londyn Widzów: 80 810 Sędzia: Craig Joubert |
| 12 lutego 201114:30 | Castrogiovanni                                                                                             | 59:13(31:6) |                                        | Twickenham, Londyn Widzów: 80 810 Sędzia: Craig Joubert |

| 12 lutego 201117:00 | Szkocja        | 6:24(3:16) | Walia                             | Murrayfield, Edynburg Widzów: 60 259 Sędzia: George Clancy |
| 12 lutego 201117:00 | Parks 6 (2K)   | 6:24(3:16) | Williams 10 (2P), Hook 14 (pd 4K) | Murrayfield, Edynburg Widzów: 60 259 Sędzia: George Clancy |
| 12 lutego 201117:00 | Byrne · Davies | 6:24(3:16) |                                   | Murrayfield, Edynburg Widzów: 60 259 Sędzia: George Clancy |

| 13 lutego 201115:00 | Irlandia                                                                     | 22:25(15:12) | Francja                                        | Aviva Stadium, Dublin Widzów: 51 000 Sędzia: Dave Pearson |
| 13 lutego 201115:00 | McFadden 5 (P), Sexton 5 (pd K), O’Leary 5 (P), Heaslip 5 (P), O’Gara 2 (pd) | 22:25(15:12) | Médard 5 (P), Parra 15 (5K), Yachvili 5 (pd K) | Aviva Stadium, Dublin Widzów: 51 000 Sędzia: Dave Pearson |

### Tydzień 3.
| 26 lutego 201114:30 | Włochy                                             | 16:24(11:21) | Walia                                                          | Stadio Flaminio, Rzym Sędzia: Wayne Barnes |
| 26 lutego 201114:30 | Canale 5 (P), Mi. Bergamasco 6 (2K), Parisse 5 (P) | 16:24(11:21) | Stoddart 5 (P), Hook 3 (dg), Jones 11 (pd 3K), Warburton 5 (P) | Stadio Flaminio, Rzym Sędzia: Wayne Barnes |

| 26 lutego 201117:00 | Anglia                                     | 17:9(9:9) | Francja         | Twickenham, Londyn Sędzia: George Clancy |
| 26 lutego 201117:00 | Foden 5 (P), Flood 9 (3K), Wilkinson 3 (K) | 17:9(9:9) | Yachvili 9 (3K) | Twickenham, Londyn Sędzia: George Clancy |

| 27 lutego 201115:00 | Szkocja                          | 18:21(9:14) | Irlandia                                       | Murrayfield, Edynburg Sędzia: Nigel Owens |
| 27 lutego 201115:00 | Parks 6 (dg K), Paterson 12 (4K) | 18:21(9:14) | Heaslip 5 (P), O’Gara 11 (P 3pd), Reddan 5 (P) | Murrayfield, Edynburg Sędzia: Nigel Owens |
| 27 lutego 201115:00 | Jacobsen                         | 18:21(9:14) |                                                | Murrayfield, Edynburg Sędzia: Nigel Owens |

### Tydzień 4.
| 12 marca 201114:30 | Włochy                                | 22:21(6:8) | Francja                         | Stadio Flaminio, Rzym Sędzia: Bryce Lawrence |
| 12 marca 201114:30 | Mi. Bergamasco 17 (pd 5K), Masi 5 (P) | 22:21(6:8) | Clerc 5 (P), Parra 16 (P pd 3K) | Stadio Flaminio, Rzym Sędzia: Bryce Lawrence |

| 12 marca 201117:00 | Walia                                            | 19:13(9:13) | Irlandia                           | Millennium Stadium, Cardiff Sędzia: Jonathan Kaplan |
| 12 marca 201117:00 | Hook 11 (pd 3K), Phillips 5 (P), Halfpenny 3 (K) | 19:13(9:13) | O’Driscoll 5 (P), O’Gara 8 (pd 2K) | Millennium Stadium, Cardiff Sędzia: Jonathan Kaplan |

| 13 marca 201115:00 | Anglia                                         | 22:16(9:9) | Szkocja                                         | Twickenham, Londyn Sędzia: Romain Poite |
| 13 marca 201115:00 | Flood 12 (4K), Wilkinson 5 (pd K), Croft 5 (P) | 22:16(9:9) | Paterson 8 (pd 2K), Evans 5 (P), Jackson 3 (dg) | Twickenham, Londyn Sędzia: Romain Poite |
| 13 marca 201115:00 | Barclay                                        | 22:16(9:9) |                                                 | Twickenham, Londyn Sędzia: Romain Poite |

### Tydzień 5.
| 19 marca 201114:30 | Szkocja                                          | 21:8(6:8) | Włochy                           | Murrayfield, Edynburg Widzów: 42 464 Sędzia: Steve Walsh |
| 19 marca 201114:30 | Paterson 11 (pd 3K), Walker 5 (P), de Luca 5 (P) | 21:8(6:8) | Mi. Bergamasco 3 (K), Masi 5 (P) | Murrayfield, Edynburg Widzów: 42 464 Sędzia: Steve Walsh |

| 19 marca 201117:00 | Irlandia                                        | 24:8(17:3) | Anglia                      | Aviva Stadium, Dublin Widzów: 51 000 Sędzia: Bryce Lawrence |
| 19 marca 201117:00 | Bowe 5 (P), O’Driscoll 5 (P), Sexton 14 (pd 4K) | 24:8(17:3) | Flood 3 (K), Thompson 5 (P) | Aviva Stadium, Dublin Widzów: 51 000 Sędzia: Bryce Lawrence |
| 19 marca 201117:00 | Youngs                                          | 24:8(17:3) |                             | Aviva Stadium, Dublin Widzów: 51 000 Sędzia: Bryce Lawrence |

| 19 marca 201119:45 | Francja                                        | 28:9(11:3) | Walia       | Stade de France, Paryż Widzów: 79 798 Sędzia: Craig Joubert |
| 19 marca 201119:45 | Clerc 5 (P), Nallet 10 (2P), Parra 13 (2pd 3K) | 28:9(11:3) | Hook 9 (3K) | Stade de France, Paryż Widzów: 79 798 Sędzia: Craig Joubert |
| 19 marca 201119:45 | Hook                                           | 28:9(11:3) |             | Stade de France, Paryż Widzów: 79 798 Sędzia: Craig Joubert |

## Zdobywcy punktów
| Przyłożenia | Rugbysta            | Liczba meczów | Zespół  |
| ----------- | ------------------- | ------------- | ------- |
| 6           | Chris Ashton        | 5             | Anglia  |
| 3           | Brian O’Driscoll    | 5             |         |
| 2           | Vincent Clerc       | 5             | Francja |
| 2           | Maxime Médard       | 4             | Francja |
| 2           | Lionel Nallet       | 5             | Francja |
| 2           | Jamie Heaslip       | 4             |         |
| 2           | Andrea Masi         | 5             | Włochy  |
| 2           | Morgan Stoddart     | 3             | Walia   |
| 2           | Shane Williams      | 4             | Walia   |
| 1           | Danny Care          | 5             | Anglia  |
| 1           | Tom Croft           | 2             | Anglia  |
| 1           | Mark Cueto          | 5             | Anglia  |
| 1           | Ben Foden           | 5             | Anglia  |
| 1           | James Haskell       | 5             | Anglia  |
| 1           | Steve Thompson      | 5             | Anglia  |
| 1           | Mike Tindall        | 4             | Anglia  |
| 1           | Imanol Harinordoquy | 5             | Francja |
| 1           | Morgan Parra        | 5             | Francja |
| 1           | Damien Traille      | 5             | Francja |
| 1           | Tommy Bowe          | 3             |         |
| 1           | Fergus McFadden     | 2             |         |
| 1           | Ronan O’Gara        | 5             |         |
| 1           | Tomás O’Leary       | 2             |         |
| 1           | Eoin Reddan         | 5             |         |
| 1           | Gonzalo Canale      | 5             | Włochy  |
| 1           | Luke McLean         | 4             | Włochy  |
| 1           | Fabio Ongaro        | 2             | Włochy  |
| 1           | Sergio Parisse      | 5             | Włochy  |
| 1           | Kelly Brown         | 5             | Szkocja |
| 1           | Nick De Luca        | 5             | Szkocja |
| 1           | Max Evans           | 4             | Szkocja |
| 1           | Alastair Kellock    | 5             | Szkocja |
| 1           | Sean Lamont         | 5             | Szkocja |
| 1           | Nikki Walker        | 3             | Szkocja |
| 1           | Mike Phillips       | 5             | Walia   |
| 1           | Sam Warburton       | 5             | Walia   |

| Punkty | Rugbysta            | Liczba meczów | Zespół  |
| ------ | ------------------- | ------------- | ------- |
| 50     | Toby Flood          | 5             | Anglia  |
| 48     | Morgan Parra        | 5             | Francja |
| 40     | Mirco Bergamasco    | 5             | Włochy  |
| 40     | James Hook          | 5             | Walia   |
| 34     | Chris Paterson      | 3             | Szkocja |
| 30     | Chris Ashton        | 5             | Anglia  |
| 24     | Ronan O’Gara        | 5             |         |
| 24     | Jonathan Sexton     | 5             |         |
| 22     | Stephen Jones       | 5             | Walia   |
| 21     | Dimitri Yachvili    | 5             | Francja |
| 20     | Jonny Wilkinson     | 5             | Anglia  |
| 16     | Dan Parks           | 5             | Szkocja |
| 15     | Brian O’Driscoll    | 5             |         |
| 10     | Maxime Médard       | 4             | Francja |
| 10     | Lionel Nallet       | 5             | Francja |
| 10     | Vincent Clerc       | 5             | Francja |
| 10     | Jamie Heaslip       | 4             |         |
| 10     | Andrea Masi         | 5             | Włochy  |
| 10     | Morgan Stoddart     | 3             | Walia   |
| 10     | Shane Williams      | 4             | Walia   |
| 5      | Danny Care          | 5             | Anglia  |
| 5      | Tom Croft           | 2             | Anglia  |
| 5      | Mark Cueto          | 5             | Anglia  |
| 5      | Ben Foden           | 5             | Anglia  |
| 5      | James Haskell       | 5             | Anglia  |
| 5      | Steve Thompson      | 5             | Anglia  |
| 5      | Mike Tindall        | 4             | Anglia  |
| 5      | Imanol Harinordoquy | 5             | Francja |
| 5      | Damien Traille      | 5             | Francja |
| 5      | Tommy Bowe          | 3             |         |
| 5      | Fergus McFadden     | 2             |         |
| 5      | Tomás O’Leary       | 2             |         |
| 5      | Eoin Reddan         | 5             |         |
| 5      | Gonzalo Canale      | 5             | Włochy  |
| 5      | Luke McLean         | 4             | Włochy  |
| 5      | Fabio Ongaro        | 2             | Włochy  |
| 5      | Sergio Parisse      | 5             | Włochy  |
| 5      | Kelly Brown         | 5             | Szkocja |
| 5      | Nick De Luca        | 5             | Szkocja |
| 5      | Max Evans           | 4             | Szkocja |
| 5      | Ruaridh Jackson     | 4             | Szkocja |
| 5      | Alastair Kellock    | 5             | Szkocja |
| 5      | Sean Lamont         | 5             | Szkocja |
| 5      | Nikki Walker        | 3             | Szkocja |
| 5      | Mike Phillips       | 5             | Walia   |
| 5      | Sam Warburton       | 5             | Walia   |
| 3      | François Trinh-Duc  | 5             | Francja |
| 3      | Leigh Halfpenny     | 3             | Walia   |